# Скрижово
Скрѝжово или Скрѝжево (на гръцки: Σκοπιά, Скопия, до 1927 година Σκρίτζοβα, Скризова) е село в Гърция, в дем Зиляхово, област Централна Македония.

## География
Селото е разположено в историко-географската област Зъхна в югоизточната част на планината Сминица (Меникио), на 7 километра северозападно от Алистрат (Алистрати), на 15 километра североизточно от демовия център Зиляхово (Неа Зихни) и на 45 километра източно от Сяр (Серес). Селото е разположено в падина, заобиколена от всички страни от хълмовете Либѐхово, Градище, Света Елена, Корията, Голак, които са осеяни с развалини от стари селища.

## История

### Етимология
Според Йордан Н. Иванов името вероятно е по прякор Скрѝжо (сравним е прякорът Стрижо < стрижа), озвучено от Скришо (сравнимо е родовото име Скришовски в Пловдив) с корен в скривам, старобългарски скрывати. Жителското име е скрѝжовя̀нин, скрѝжовя̀нка, скрѝжовя̀не.

### Средновековие
На хълма Градище на 1,5 km западно от Скрижово има останки от средновековна етапна крепост, развалини има и на изток в Либехово и на юг в Ло̀втища. В местностите Рупите и Магушова рупа има стари, отдавна запуснати рудници.
Според преданието селото е построено около VII век от Свети Герман Кушнички (Козинитски), който основал манастира „Света Богородица Икосифиниса“ в планината Кушница.

### В Османската империя
През Възраждането Скрижово е едно от големите, будни и развити в стопанско отношение села на Зъхненската каза на Серския санджак с чисто българско население. Местните българи водят непрекъснати борби с гърцизма, поради което гръцките длъжностни и духовни лица до 1912 година наричат селото „акропол на схизмата“ и „главна крепост на българизма“.
Гръцка статистика от 1866 година показва Скрижово като чисто българско село с 1500 жители православни българи. В „Етнография на вилаетите Адрианопол, Монастир и Салоника“, издадена в Константинопол в 1878 година и отразяваща статистиката на населението от 1873, Серижево (Serijévo) е посочено като село с 240 домакинства с 810 жители българи. В 1889 година Стефан Веркович („Топографическо-этнографическій очеркъ Македоніи“) отбелязва Скриживо като село с 200 български къщи.
В 1891 година Георги Стрезов пише:
| „ | Скрижово, голямо село заобиколено отвсякъде с хълмове. От Зиляхово 2 часа на СИ. Околност камениста; нивята се намират на 1 час; в едно долище до Грачан. Тук се ражда и грозде, най-добро по цяло Зъхненско. Една българска църква „Св. Богородица“ (Успение). 220 къщи само българе. | “ |

Към 1900 година според статистиката на Васил Кънчов („Македония. Етнография и статистика“), населението на Скрижово брои 1680 българи-християни. Според данни на секретаря на Българската екзархия Димитър Мишев („La Macédoine et sa Population Chrétienne“) в 1905 година християнското население на селото се състои от 2488 българи екзархисти. В селото функционира 1 начално българско училище с 1 учител и 66 ученици.
При избухването на Балканската война през 1912 година петдесет и осем души от селото са доброволци в Македоно-одринското опълчение.

### В Гърция
В 1913 година селото има 320 семейства с около 2000 души. През юли 1913 година по време на Междусъюзническата война Скрижово е разорено и опожарено от гърците, а голяма част от местните българи се спасяват в България. В селото остават само няколко гръкомански семейства, част от които през 1944 година също се преселват в България. Най-много наследници на бежанци от Скрижово днес живеят в Гоце Делчев и района, Сандански и по-малко в Пловдив, Асеновград и други.
На мястото на изселилите се българи са заселени гърци бежанци от Турция. Според преброяването от 1928 година Скрижово е изцяло бежанско село със 120 бежански семейства с 505 души. В 1927 година селото е прекръстено на Скопия.
| Име                                  | Име         | Ново име    | Ново име    | Описание |
| ------------------------------------ | ----------- | ----------- | ----------- | --- |
| Камбок                               | Καμποκ      | Трикорфу    | Τρίκορφου   | връх в Сминица на С от Скрижово |
| Пурналък                             | Πούρναλικ   | Дендротопос | Δενδρότοπος | местност в Сминица на С от Скрижово |
| Раздуле                              | Ρασντουλέ   | Епимикес    | Έπίμηκες    | в Сминица на З от Скрижово; от раздол, „долина“, което е от раз- и дол, подобно на раз-лог |
| Градище                              | Γκραντίσκος | Ктисменон   | Κτισμένον   | връх в Сминица на З от Скрижово (929 m) |
| Либахово                             | Λιμπάχοβον  | Ситотопос   | Σιτότοπος   | в Сминица на И от Скрижово |
| Ловтища, Ловчища, Ловища или Лохтища | Λοχτίστα    | Крини       | Κρήνη       | възвишение с развалини от крепост в Сминица на 500 m на ЮЗ от Скрижово; от Ло̀веч, Ло̀вча (вьсь, гора поляна), от старобългарското , и наставка -ища; възможно е и патронимично име от изчезналото лично име Ло̀вче |
| Кемер                                | Κεμέρι      | Гефира      | Γέφυρα      | река в Сминица на ЮИ от Скрижово |
| Чалък                                | Τσαλίκ      | Петротон    | Πετρωτόν    | |

| Година    | 1913 | 1920 | 1928 | 1940 | 1951 | 1961 | 1971 | 1981 | 1991 | 2001 | 2011 | 2021 |
| --------- | ---- | ---- | ---- | ---- | ---- | ---- | ---- | ---- | ---- | ---- | ---- | ---- |
| Население |      |      |      |      |      |      |      |      |      | 163  | 108  | 82   |

## Личности
Родени в Скрижово
- Андрея Атанасов, доброволец в четата на Иван Атанасов – Инджето през Сръбско-българската война в 1885 година[20]
- Божик Атанасов, български революционер, деец на ВМОРО, умрял след 1918 г.[21]
- Вангел Пасков, български революционер, деец на ВМОРО, умрял след 1918 г.[21]
- Вангел Петрин, български революционер, деец на ВМОРО, умрял след 1918 г.[21]
- Владимир Благоев, български революционер
- Георги Василев – Шилето, български революционер, деец на ВМРО, убит от комунистите след 1944 година[22]
- Георги Костадинов, доброволец в четата на Иван Атанасов – Инджето през Сръбско-българската война в 1885 година[20]
- Георги Скрижовски (1882 – 1925), български просветен деец и революционер
- Димитър Тръмбурата, български революционер, деец на ВМОРО, умрял преди 1918 г.[21]
- Димитър Цирков, български свещеник и революционер, деец на ВМОРО, умрял след 1918 г.[21]
- Елена Мотова (1910 – 2005), българска комунистическа деятелка[23]
- Илия Мотов (1906 – 1992), български комунист
- Иван Ангелов – Балкански, деец на ВМОРО[24][25][26]
- Илия Домузов, български революционер, деец на ВМОРО, убит преди 1918 г.[21]
- Илия Щъркалев (1909 – 1985), български лекар
- Коста Христов, доброволец в четата на Иван Атанасов – Инджето през Сръбско-българската война в 1885 година[20]
- Кочо Аврамов, български просветен деец
- Крум Благов, български революционер, деец на ВМОРО, жив към 1918 г.[27]
- Никола Антонов, български революционер, деец на ВМОРО, умрял след 1918 г.[21]
- Никола Стоянов, доброволец в четата на Иван Атанасов – Инджето през Сръбско-българската война в 1885 година[28]
- Никола Хасан кехая (? – 1905), български революционер от ВМОРО, помощник-войвода в Сярско[29]
- Паско Димитров, български революционер, деец на ВМОРО, убит преди 1918 г.[21]
- Паско Попиванов (1888 – ?), български революционер от ВМОРО
- Стойо Костов (Стойо войвода, Стойо Скрижовски, 1846 или 1855 – 1895), български хайдутин и революционер
- Тодор Божиков (1890 – ?), македоно-одрински опълченец и фотограф
- Тодор Димитров – Абаза, български революционер, деец на ВМОРО, умрял в затвора преди 1918 г.[21]
- Тодор Кръстанов, български духовник, свещеник в София, баща на Кръстан Поптодоров, активист на Драмското благотворително братство[30]
- Тодор Милев – Тотката, български революционер от ВМРО,[31] убит от комунистите след 1944 година[22]

Македоно-одрински опълченци от Скрижово
- Аврам Димитров Баймаков, четата на Илия Титимов[32] Загинал през Първата световна война[33]
- Вангел Андонов, 30-годишен, земеделец, ІІІ клас, Продоволствен транспорт на МОО, 1 рота на 13 кукушка дружина[34]
- Георги Николов Ангелов, 36-годишен, земеделец, ІV отделение, 3 рота на 13 кукушка дружина[35]
- Крум Благоев, четата на Илия Титимов[36]
- Кръсто Аврамов, 45-годишен, 2 рота на 5 одринска дружина, ранен[37]
- Кръсто Ангелов, 32-годишен, земеделец, 2 рота на 13 кукушка дружина, безследно изчезнал на 29 юни 1913 година[38]
- Никола Кузманов, четата на Илия Титимов[39] Загинал през Първата световна война[40]
- Стоян Ангелов, 20-годишен, овчар, ІІ отделение, Втора отделна партизанска рота[41]
- Христо Ангелов, македоно-одрински опълченец, 13 кукушка дружина[42] Загинал на 29 юни 1913 годин[43]

Други
- Асен Аврамов (1900 – 1968), български революционер и деец на МПО
- Кръстан Поптодоров (1894 – 1943), български революционер